# 27年テーゼ
27年テーゼ（27ねんテーゼ）とは、1927年にコミンテルンが決定した「日本問題に関するテーゼ」の通称。山川イズムと福本イズムの双方を批判し、日本の資本主義および革命について具体的分析を試み、革命の性格を規定した。

## 経緯
1924年にいったん解党した日本共産党は1926年に再建（第二次共産党）。
1927年2月、新執行部（徳田球一、福本和夫）らがモスクワを訪問。第三インターナショナル本部員と会見を行い、第三インターナショナル日本支部の創設および活動内容の報告を行ったが、この際に日本共産党の根本方針について批判を受け、従来の党の活動に根本的誤謬、欠陥があるとの指摘がなされた。
この際にニコライ・ブハーリンが主導するコミンテルンから27年テーゼが通告された。従来の日本共産党内部では福本の主張する「天皇=絶対君主」（つまりこの意味においては日本は「近代国家」と見なされたわけである）論と急進的な二段階革命論の福本イズムを支持する論調が圧倒的多数であった。これに対しブハーリンは福本の論調を真っ向から否定し、福本、徳田らを中央委員から解任した。なおこれには徳田の裏切り行為があったとする証言もある。さらに福本、徳田を除いた新執行部に対しコミンテルンとしての新しい対日本共産党指導方針が定められた。

## 骨子
- 日本は半封建的国家であり、近代国家として熟成しているとは言いがたい
- 君主制の廃止（天皇制という用語が使われるのは32年テーゼ）
- 日本共産党は当分の目標としてブルジョワ革命を目指すものとする
- ただしその際のヘゲモニーはプロレタリアート、農民がとるものとする。

## 影響
日本共産党は27年テーゼを受け入れる事によって福本イズムによって支えられていた独自性を放棄する事になった。また福本は完全に党の主流派を逸脱した。